# إيتوميلينغ ديكر
إيتوميلينغ ديكر (بالإنجليزية: Itumeleng Duiker)‏ هو لاعب كرة قدم بوتسواني في مركز الوسط، ولد في 16 يناير 1972 في بوتسوانا. شارك مع منتخب بوتسوانا لكرة القدم. أما مع النوادي، فقد لعب مع إكستنشن غانرز.

## وصلات خارجية
- إيتوميلينغ ديكر على موقع الاتحاد الدولي (مؤرشف)  (الإنجليزية)
- إيتوميلينغ ديكر على موقع قاعدة بيانات كرة القدم.إي يو (الإنجليزية)
- إيتوميلينغ ديكر على موقع ناشيونال فوتبول تيمز (الإنجليزية)